# クロスアルファ
株式会社クロスアルファ（英: K.K. CROSSALPHA）は、日本のパチスロメーカー。円谷フィールズホールディングス株式会社の完全子会社。

## 概要
オーストラリアに本社を持ち、カジノ等のスロットマシンゲームを手掛けているアリストクラートレジャーの日本法人であるが、日本国内においてスロットマシンの製造・販売は行っておらず、パチスロ機の企画・販売に特化している。
2001年にサミーと提携のうえでパチスロ市場に新規参入した。2010年には、同業のスパイキーを傘下に収めている。
2015年4月23日に、同年末を目処に会社の清算を行う事が発表されたものの、同年6月1日になってフィールズ（現：円谷フィールズホールディングス）がアリストクラートレジャーから株式を買収することが決定。子会社化のスパイキーも含めて、円谷フィールズホールディングスを親会社とする新たな体制下で継続することになった。同年10月1日、社名を株式会社アリストクラートテクノロジーズから株式会社クロスアルファに変更した上、本社を渋谷区に移す。

## 機種一覧

### 4号機（主要機種）
- 2001年 - トリプルシューター2（初参入機）、ネコde小判、ダブルフェイス（業界初のRTC機能搭載）
- 2002年 - ワンチャンス（AT+ST）、爆裂王7、巨人の星
- 2003年 - マッハGoGoGo
- 2004年 - だるま猫、巨人の星II
- 2005年 - ストリートファイター2、巨人の星III

### 5号機
| 機種名                           | 発売年月   | 備考                           |
| -------------------------------- | ---------- | ------------------------------ |
| 怪胴王                           | 2006年11月 | 初の5号機                      |
| ミスターキャッシュマン           | 2007年3月  | 完全告知機                     |
| ダンス☆マン                      | 2007年4月  |                                |
| ズーマニア                       | 2007年6月  | 完全告知機                     |
| 恐怖新聞                         | 2007年9月  |                                |
| パチスロ哲也〜雀聖と呼ばれた男〜 | 2007年11月 |                                |
| パンドラ                         | 2007年12月 | マルハン専用機種               |
| マッハGoGoGo2                    | 2008年2月  |                                |
| 監獄JACK                         | 2008年5月  |                                |
| 巨人の星IV 青春群像編            | 2008年11月 |                                |
| JUDOZ                            | 2009年3月  |                                |
| ゲットザランカー                 | 2009年6月  |                                |
| 絶対衝激 〜PLATONIC HEART〜      | 2009年8月  |                                |
| パチスロ哲也 新宿vs上野          | 2009年12月 |                                |
| 皆伝丸 朝姫奪還編                | 2010年4月  |                                |
| 恐怖新聞〜第二章〜               | 2010年6月  |                                |
| マッハGoGoGo3                    | 2010年9月  |                                |
| ロンゴロンゴ                     | 2010年12月 | ダイナム専用機種               |
| 頑固一徹                         | 2011年2月  | 巨人の星シリーズのスピンオフ機 |
| 巨人の星V 汗と涙と根性編         | 2011年11月 |                                |
| 絶対衝激II 〜PLATONIC HEART〜    | 2013年3月  |                                |

### 6.5号機・スマスロ
| 機種名            | 発売年月   | 備考                           |
| ----------------- | ---------- | ------------------------------ |
| パチスロ犬夜叉    | 2022年7月  | 社名変更後、初の自社ブランド機 |
| Lリングにかけろ1V | 2023年12月 | スマスロ、エフ製               |
| Lアカメが斬る!2   | 2024年7月  | スマスロ、新日テクノロジー製   |